# Nakano Takeo
Ne doit pas être confondu avec Nakano Takeko.
Nakano Takeo est un peintre vers une tendance abstraite-géométrique, japonais du XXe siècle né en 1943. Ses origines ne sont pas mentionnées.

## Biographie
Nakano Takeo participe, dès 1972-1973, aux Salons du JAFA (Japan Art Festival Association). En 1973, il reçoit le prix de la septième Exposition internationale des Jeunes Artistes à Tokyo et l'année suivante il figure à l'exposition Japon - Tradition et Présent à Düsseldorf en Allemagne, ainsi qu'à l'exposition Art japonais aujourd'hui au Canada.